# Endogone
Endogone es un género de hongos de la familia Endogonaceae. El género tiene una amplia distribución, especialmente en las regiones templadas, y contiene alrededor de 20 especies.
Las especies de Endogone forman estructuras subterráneas llamadas "esporocarpos", estructuras fructíferas que miden entre unos pocos milímetros y 2-3 cm (0,8-1,2 pulgadas) de diámetro, que contienen hifas y zigosporas densamente entrelazadas. Los esporocarpos se encuentran típicamente en suelos ricos en humus o en moho de hojas, o en musgos. Aunque la mayoría de las especies solo producirán esporas en la naturaleza, la especie tipo E. pisiformis se puede hacer que esporule en un tubo de ensayo cuando se cultiva con plántulas de coníferas.

## Taxonomía
Endogone fue circunscrito por primera vez por Johann Heinrich Friedrich Link en una publicación de 1809. En 1922, Roland Thaxter revisó la taxonomía de la familia Endogonaceae, reconociendo cuatro géneros: Endogone , Sphaerocreas, Sclerocystis y Glaziella. En 1935, Herbert Zycha transfirió la única especie de Sphaerocreas reconocida por Thaxter a Endogone . En su monografía de 1974 de las Endogonaceae, James Gerdemann y James Trappe se desviaron del concepto de Endogone de Thaxter , que contenía taxones con clamidosporas y zigosporas, incluidas solo las especies que formaban zigosporas en esporocarpos. A mediados de la década de 1990, Yi-Jian Yao y sus colegas restringieron aún más Endogone a aquellas especies que producían suspensores que estaban en contacto entre sí a lo largo de toda su longitud. Aquellos taxones en los que los suspensores no se tocaron se transfirieron a un nuevo género, Youngiomyces.
El nombre genérico se deriva de las palabras griegas endo (interior) y gone (órganos reproductivos).

## Descripción
Las especies "endogonas" son esporocarpicas: forman un cuerpo frutal denominado "esporocarpo", en el que nacen estructuras portadoras de esporas. Las zigosporas, una etapa reproductiva diploide en el ciclo de vida, se forman por encima del punto de unión de dos gametangios, o a partir de la gemación del mayor de los dos. Las especies del género pueden ser saprotróficas, ectomicorrízicas o ambas.

## Ecología

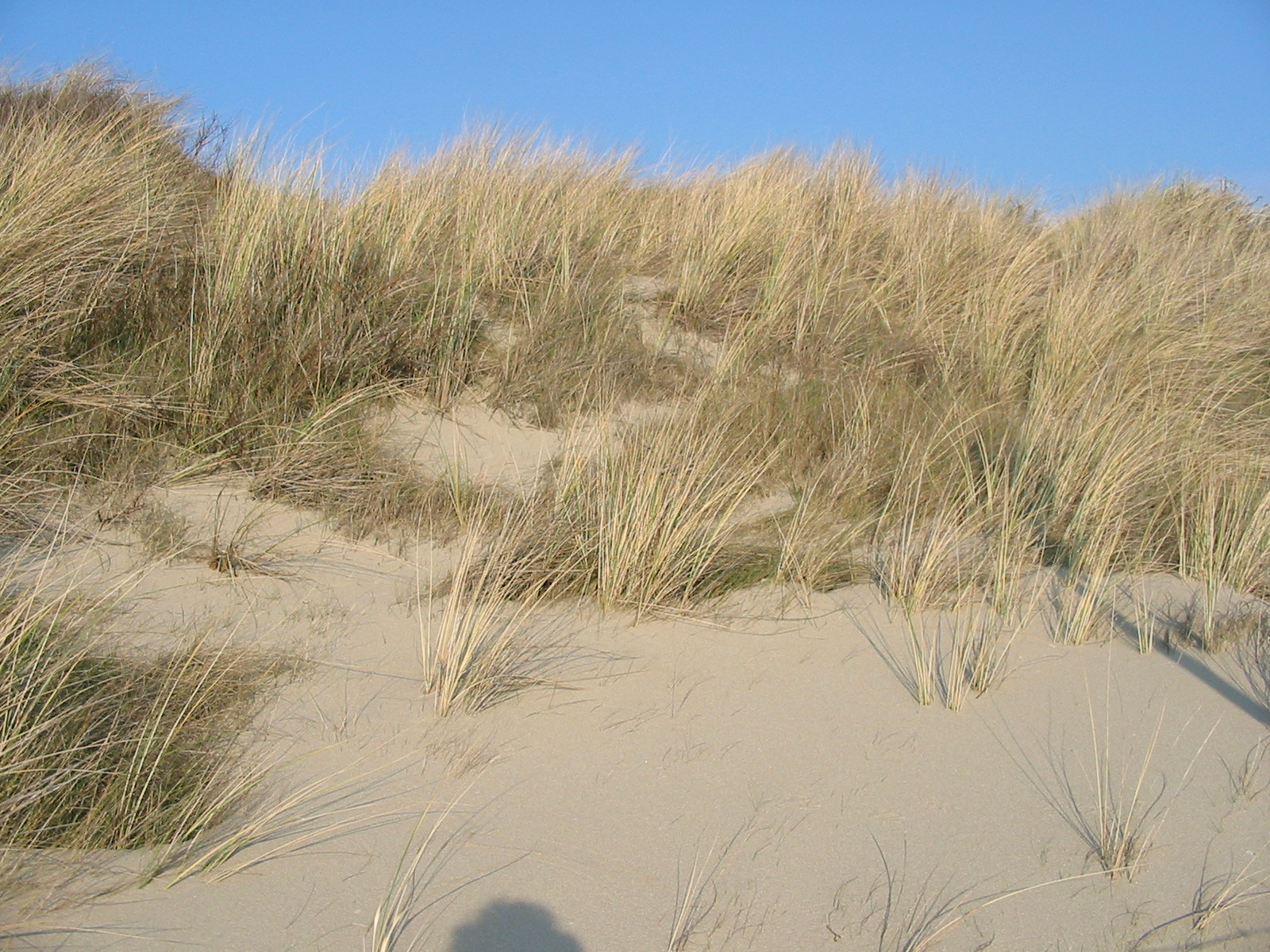
Las especies endógenas son importantes en la ecología de la sucesión de plantas en las dunas de arena.

Dependiendo de la especie, se ha observado que los esporocarpos tienen olor a cebolla, azúcar quemada o pescado. Endogone crece en el suelo, en madera podrida, sphagnum u otro material vegetal, ya sea como detritívoro o asociados ectomicorrízicos. Endogone es especialmente importante en la ecología de suelos pobres en nutrientes. Por ejemplo, se sabe que los hongos Endogone crecen en las dunas de arena, un sustrato deficiente en nutrientes. Las plantas de dunas dependen del hongo para su crecimiento y éxito ecológico: el micelio del hongo ayuda a agregar y estabilizar la arena en una red de hifas, dándole cohesión y ayudando a que las plantas de sucesión temprana echen raíces. También atrapa y une fragmentos de material orgánico como raíces en descomposición y rizomas.
Varias especies de roedores y musarañas incluyen hongos Endogone en sus dietas, incluida la musaraña del sureste (Sorex longirostris), la musaraña enmascarada (Sorex cinereus), la musaraña vagabunda (Sorex cinereus), el ratón salto del bosque (Napaeozapus insignis), la ardilla de Siskiyou (Tamias siskiyou), y la rata de arroz (Oryzomys palustris).

## Especies
Se han descrito las siguientes especies:
- Endogone acrogena (Gerd, Trappe y Hosford,1974)
- Endogone aggregata (P. A. Tandy, 1975)
- Endogone alba (Petch Gerd. y Trappe, 1974)
- Endogone arenaria (Thaxt, 1922)
- Endogone aurantiaca (Blaszk, 1997)
- Endogone crassa (P. A. Tandy, 1975)
- Endogone flammicorona (Trappe y Gerd, 1972)
- Endogone incrassata (Thaxt, 1922)
- Endogone irregularis (Szem, 1965)
- Endogone kaiseriana (Henn, 1908)
- Endogone lactiflua (Berk, 1846)
- Endogone lanata (Harkn, 1899)
- Endogone maritima (Blaszk, Tadych y Madej, 1998)
- Endogone minutissima (Beeli, 1924)
- Endogone oregonensis (Gerd y Trappe, 1974)
- Endogone pegleri (Y. J. Yao, 1995)
- Endogone pisiformis (Link, 1809)
- Endogone pseudopisiformis (Y. J. Yao, 1995)
- Endogone reticulata (P. A. Tandy, 1975)
- Endogone rosea (Zeller, 1941)
- Endogone sphagnophila (G. F. Atk, 1918)
- Endogone tjibodensis (Boedijn, 1935)
- Endogone torrendii (Bres, 1920)
- Endogone tuberculosa (Lloyd, 1918)
- Endogone verrucosa (Gerd y Trappe, 1974)
- Endogone xylogena (J. Schröt, 1887)

### Literatura citada
- Gerdemann, J. W; Trappe, J. M. (1974).  New York Botanical Garden, ed. The Endogonaceae in the Pacific Northwest. Mycologia Memoirs.

- Datos: Q5376344
- Multimedia: Endogone / Q5376344
- Especies: Endogone